# آنا (جورجیا)
آنا (به انگلیسی: Anna) یک منطقهٔ مسکونی در ایالات متحده آمریکا است که در شهرستان بیکر، جورجیا واقع شده است.